# Salix beschelii
Salix beschelii är en videväxtart som beskrevs av B. Boiv.. Salix beschelii ingår i släktet viden, och familjen videväxter. Inga underarter finns listade i Catalogue of Life.